# Bahnhof Rhumspringe
Der Bahnhof Rhumspringe war eine Betriebsstelle der Bahnstrecke Bleicherode–Herzberg in Rhumspringe im niedersächsischen Landkreis Göttingen.

## Lage
Der Bahnhof befindet sich am südlichen Ortsrand von Rhumspringe bei Streckenkilometer 32,35. Das Terrain des Bahnhofes liegt im Tal der Eller auf einer Höhe von ungefähr 160 m ü. NN. Die nächsten Bahnhöfe entlang der Bahnstrecke waren Pöhlde im Norden und Hilkerode im Südosten. Der Weg zum Bahnhof führt über die Bahnhofstraße und die Duderstädter Straße.

## Geschichte
Am 1. November 1911 wurde der Verkehr auf dem letzten Streckenabschnitt zwischen Bischofferode und Herzberg (Harz) aufgenommen und der Bahnhof Rhumspringe eröffnet. Ab 1938 wurde nahe des Bahnhofes das Schickert-Werk Rhumspringe erbaut und mit einem privaten Bahnanschluss an die Bahnstrecke angeschlossen.
1946 wurde die Bahnstrecke an der britisch-sowjetischen Zonengrenze am Bahnhof Zwinge unterbrochen, damit setzte ein Bedeutungsverlust der Bahnstrecke ein. Zunächst gab es noch einen geringen Personen- und Güterverkehr bis zum Haltepunkt Zwinge West. Dafür mussten die Lokomotiven in Rhumspringe umgesetzt werden und die Züge nach Zwinge wurden geschoben. Der niedersächsische Teil der Bahnstrecke bekam später eine von Herzberg ausgehende Kilometrierung, der Bahnhof Rhumspringe lag jetzt am Kilometer 8,9.
Der Personenverkehr auf der niedersächsischen Gesamtstrecke und somit auch am Bahnhof Rhumspringe wurde 1961 eingestellt, der Industrieanschluss zum Kohlekraftwerk der Preußische Elektrizitäts AG wurde aber noch einige Jahre angefahren. 1971 wurde der Betrieb in Richtung Zwinge eingestellt und Rhumspringe wurde für einige Jahre ein Endbahnhof.
1976 setzten sich vom Bahnhof Herzberg 13 Güterwagen ungebremst talabwärts Richtung Pöhlde in Bewegung. Diese entgleisten schließlich in Rhumspringe kurz vor dem Bahnhof auf einer Überführung.
1982 wurde auch der Güterverkehr eingestellt, die Bahnstrecke bis Herzberg stillgelegt und anschließend zurückgebaut.

## Ausstattung
Zum Gebäudebestand gehörten das Empfangsgebäude mit einem Güterschuppen und einem Abort.
Im Jahr 1953 hatte der Bahnhof insgesamt vier Gleise, davon ein Hauptgleis und ein Kreuzungsgleis mit je einem Bahnsteig, sowie ein Ladegleis mit einer Rampe und einer Gleisverlängerung zum Güterschuppen. Ein mechanisches Stellwerk wurde 1913 in Betrieb genommen und um 1972 außer Betrieb genommen.

## Heutige Nutzung
Vom Bahnhof existiert nur noch das Empfangsgebäude mit dem Güterschuppen, das sich in Privatbesitz befindet. Davor findet man noch einem kleinen Gleisrest als Relikt der Bahnstrecke. Auf der ehemaligen Bahntrasse verläuft heute ein Radweg am Bahnhof vorbei.

## Gleisanschluss zum Schickert-Werk Rhumspringe
In Bahnhofsnähe etwa bei Streckenkilometer 31,85 zweigte der Gleisanschluss zum Schickert-Werk ab. Innerhalb des Werkes gab es ursprünglich ein umfangreiches Streckennetz mit mindestens 5 bis 6 Gleisen zu den verschiedenen Produktionsstandorten einschließlich eines Kohlekraftwerkes, das Werk ging aber nicht mehr wie geplant 1945 in Betrieb. 1949 wurde aber das Kohlekraftwerk der Preußische Elektrizitäts AG in Betrieb genommen, die dafür benötigten Kohlemengen wurden über den Bahnanschluss bis zur Kraftwerksschließung 1972 angeliefert. Danach siedelte sich im Werksgelände ein Privatunternehmen an, für das noch einige Jahre der Bahnanschluss, wenn auch in geringerem Umfang, gebraucht wurde. Die Werksbahn besaß eine Lok von Henschel & Sohn vom Typ 26 IV. Mit der Stilllegung der Bahnstrecke 1982 wurde auch der Werksanschluss nicht mehr bedient.

## Gleisanschluss zur Papierfabrik Rhumspringe
Nördlich von Rhumspringe bei Kilometer 34,0 zweigte ein Anschluss zur Papierfabrik Rhumspringe ab. Da die Fabrik ca. 10 Meter tiefer als die Bahnstrecke lag, musste das Anschlussgleis zunächst parallel auf eine tiefere Ebene geführt werden, kreuzte dann die Landesstraße 530 Rhumspringe–Pöhlde und das Stumpfgleis endete im Bereich des heutigen Parkplatzes zur Rhumequelle. Dort musste der Zug umgesetzt werden, um in das Werksgelände einfahren zu können. Die Papierfabrik besaß eine eigene Lok, die bis etwa 1952 verkehrte.